# سنجاب بینی‌دراز دشتی
سنجاب بینی‌دراز دشتی (نام علمی: Hyosciurus ileile) نام یک گونه از سرده سنجاب بینی‌دراز است.